# Flat track
El Flat track (Pista plana en anglès) és una disciplina esportiva motociclista de velocitat sobre un circuit (o "pista") de terra, molt popular als EUA d'on és originari. És similar al Speedway europeu per bé que les curses es corren a més velocitat i presenten força peculiaritats. Se'l coneix també com a Dirt Track (Pista de brutícia, o millor: Pista de terra).

## Modalitats
La majoria de curses de Flat Track es corren en pistes ovalades de terra. Les pistes poden tenir una longitud d'una milla (Mile), mitja milla (Half-mile), o més curtes. Les que fan menys de 3/8 parts de milla són considerades pistes curtes o Short Track. Hi ha també curses anomenades TT steeplechase en honor del TT de l'illa de Man pel fet d'incorporar algun salt dins la pista.
Normalment les curses es corren en sentit contrari al de les busques del rellotge, per bé que algunes curses, conegudes com a TTs, es fan en pistes amb revolts d'esquerra i de dreta. Aquestes sovint contenen un salt com a mínim.
La principal competició als EUA és l'AMA Grand National, que es compon de tots els tipus de pista descrits, i és organitzat per l'AMA (American Motorcyclist Association).

## Motocicletes
Les motocicletes de Flat Track tenen motors més potents que les de Speedway, i al contrari que aquestes, tenen suspensions.
La Harley Davidson XR 750 ha estat la moto més habitual entre els pilots durant molts anys, però darrerament hi sovintegen les BMW, Aprilia, Kawasaki i Suzuki.
Als anys 70 van ser força populars les motocicletes catalanes OSSA i Bultaco, aquesta amb el model Astro, anomenat així com a homenatge a les victòries que aconseguí al circuit Astrodome de Houston.

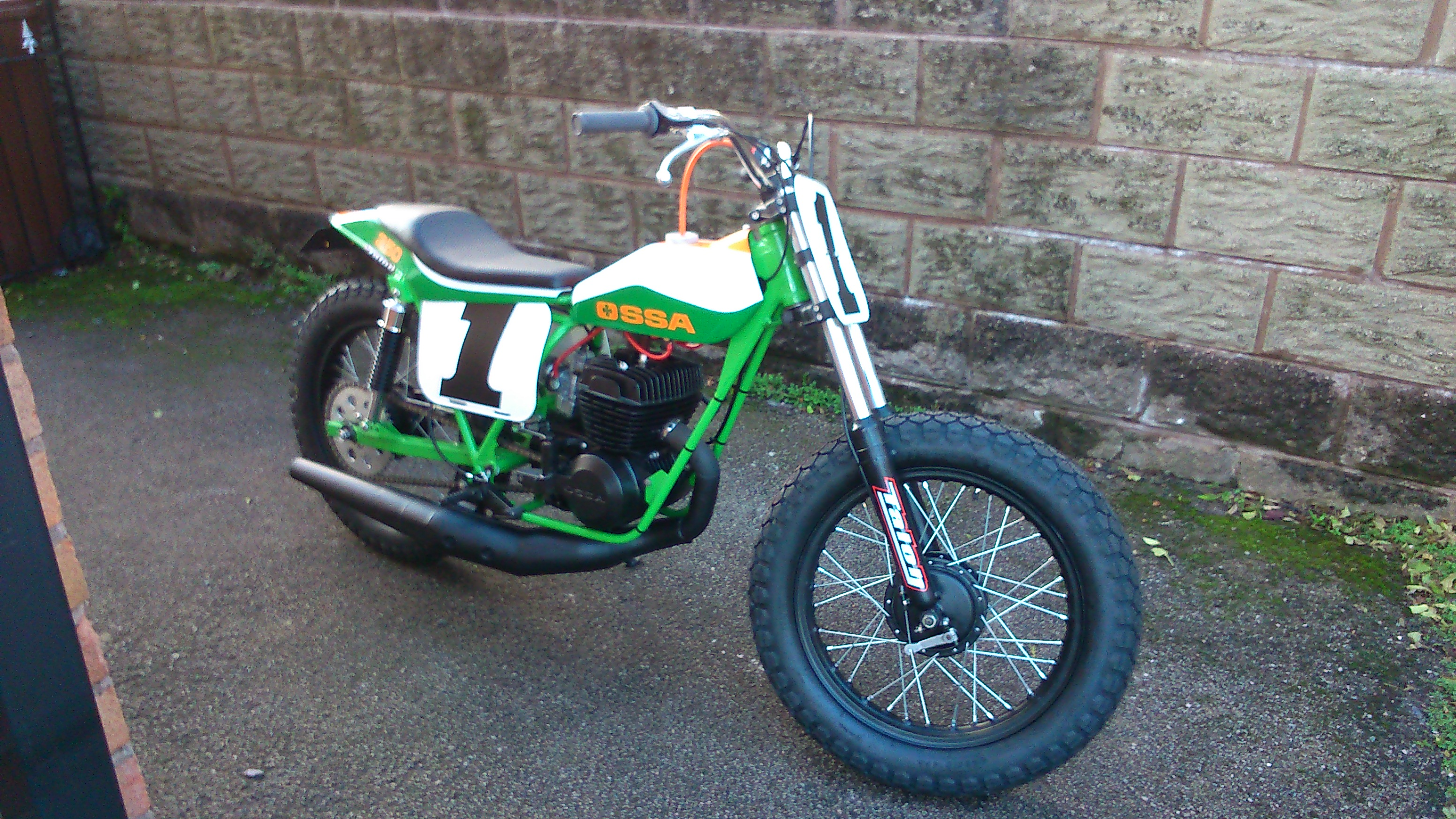
Rèplica d'una OSSA DMR 250 cc de 1970.
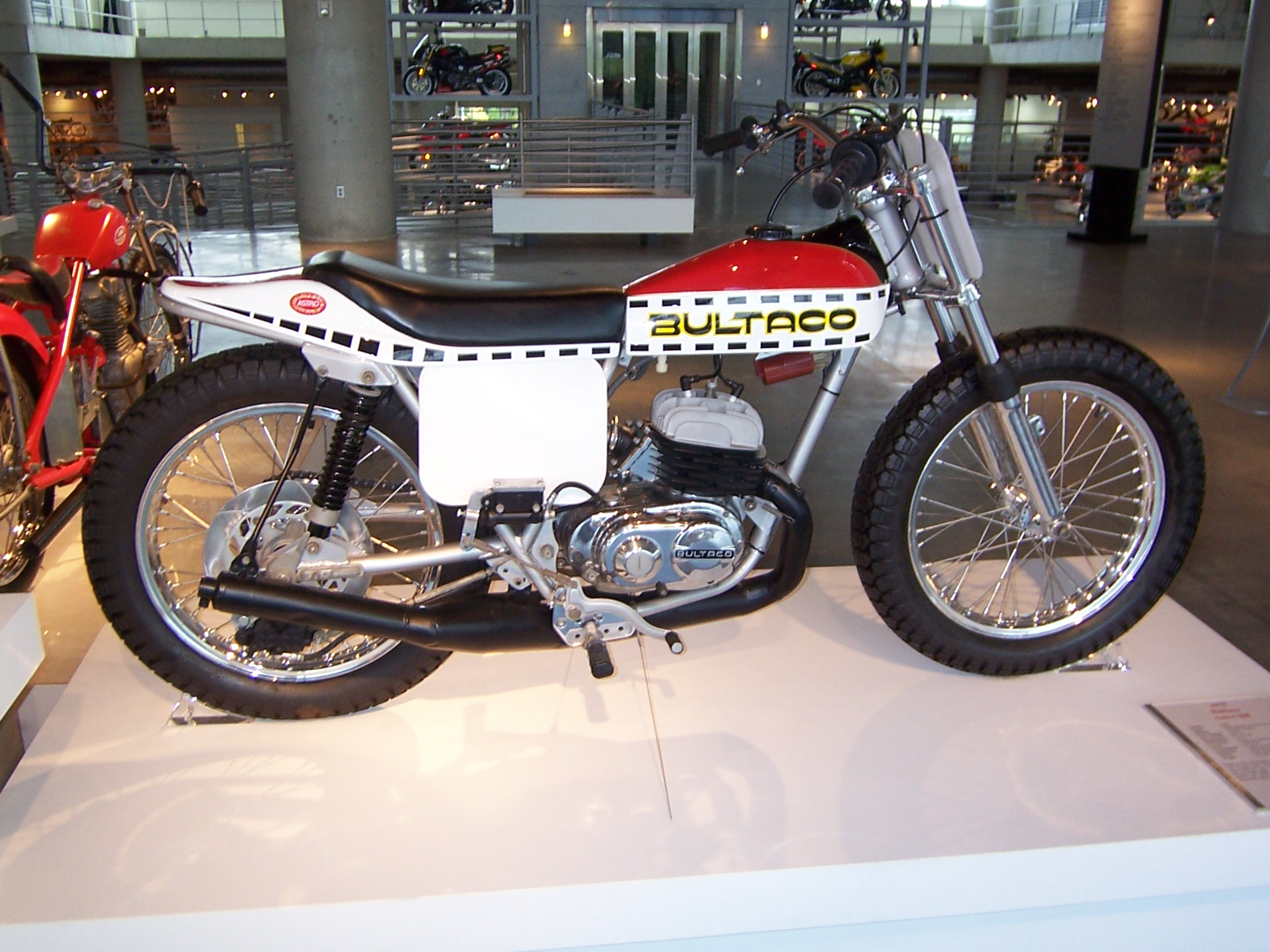
Bultaco Astro 360 cc de 1975.
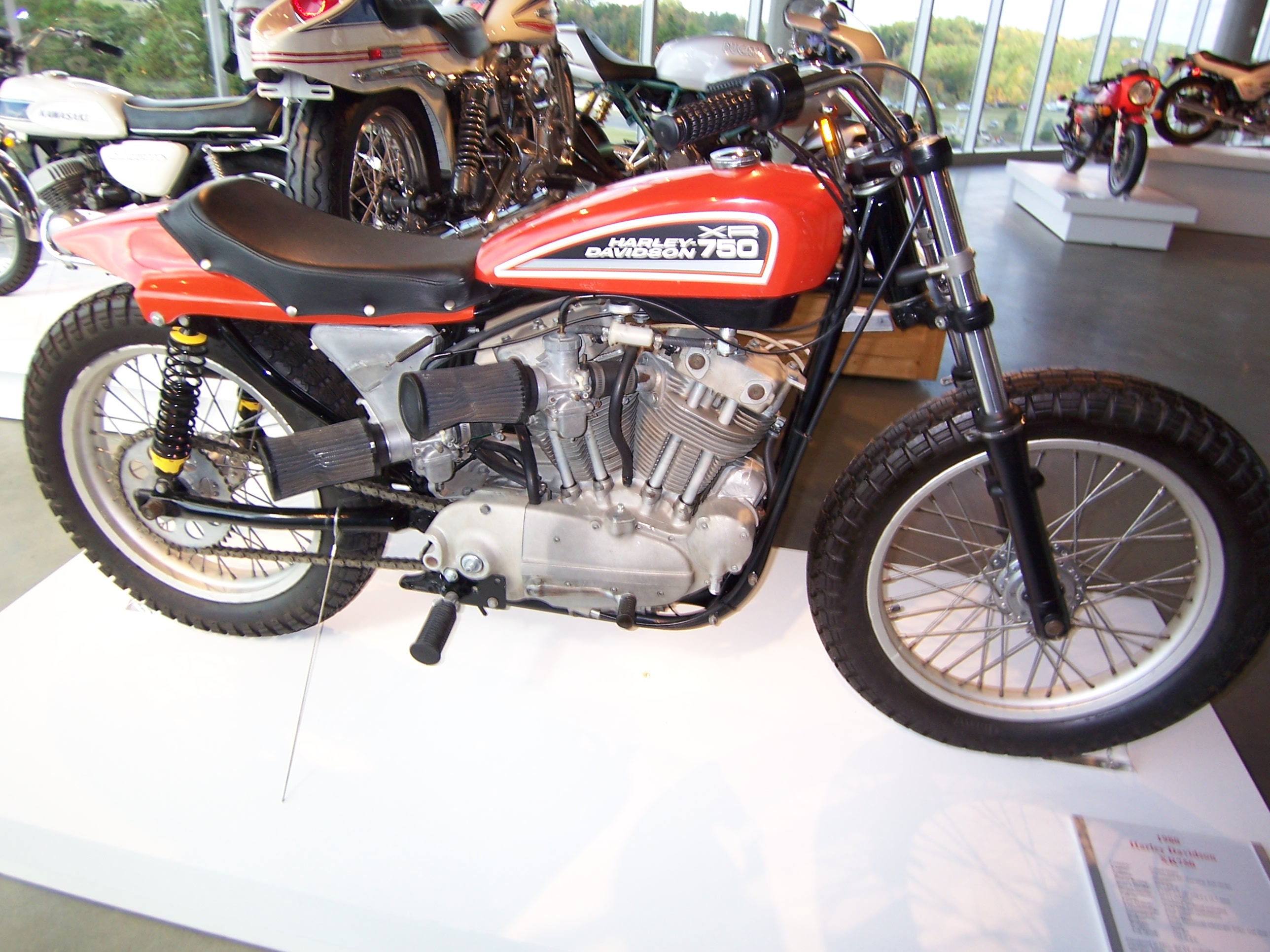
Harley Davidson XR 750 de 1980.
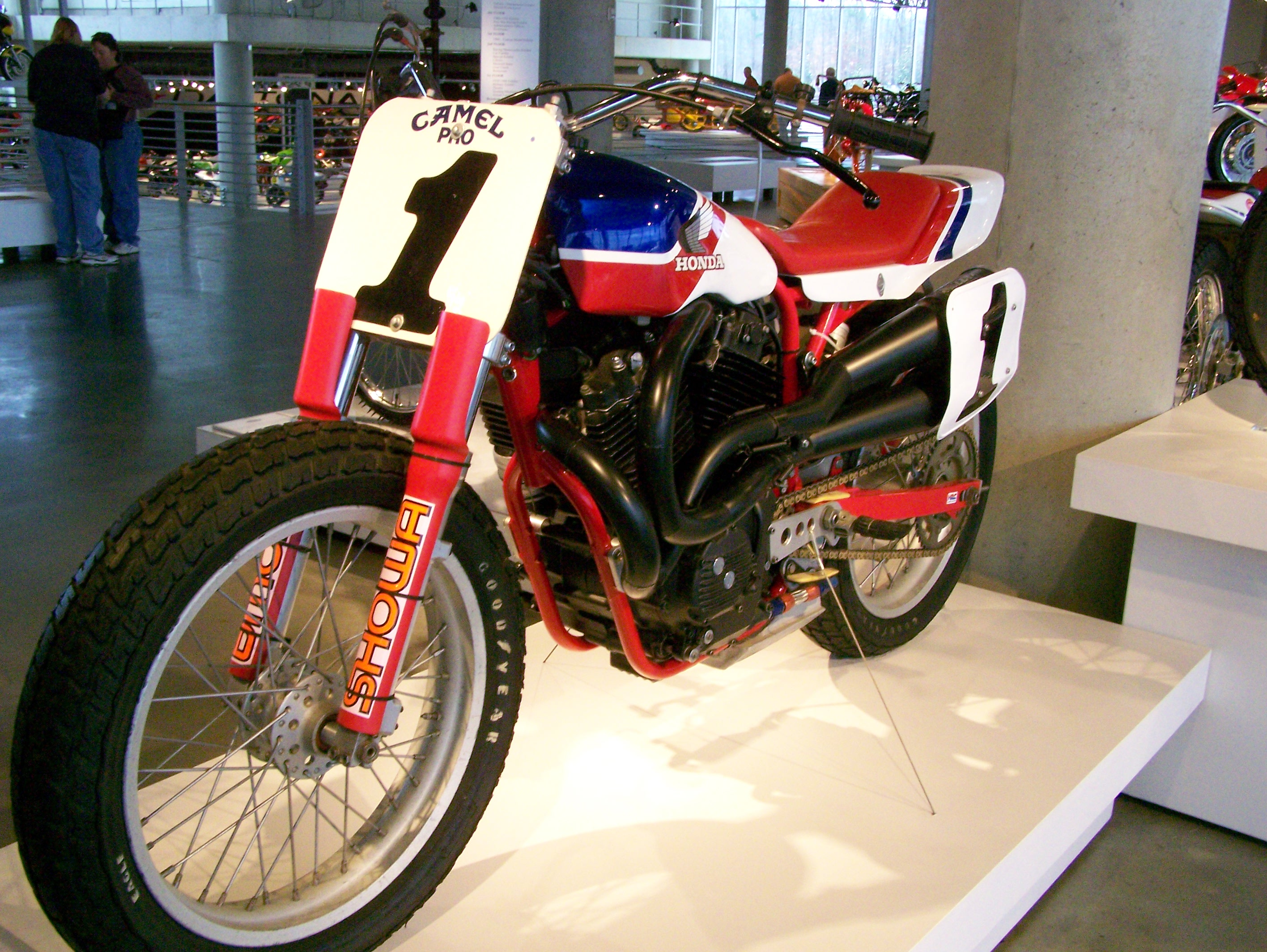
Honda RS 750D de 1984.

## El Dirt Track a Catalunya

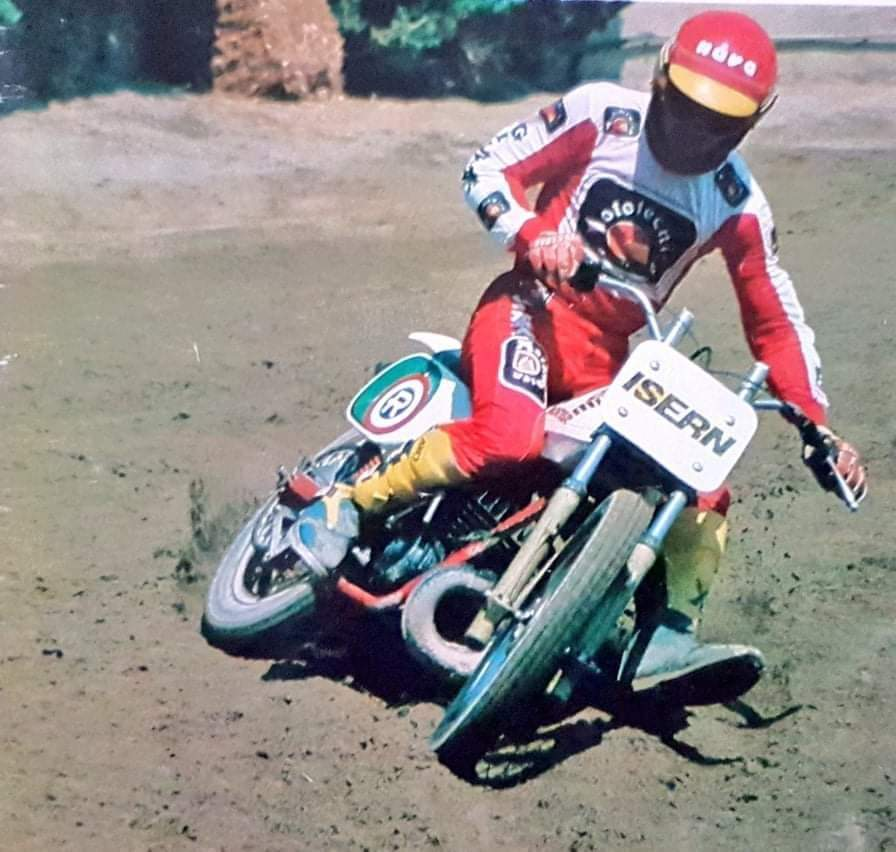
Fernando Muñoz en un Dirt Track a la Diagonal el 1981

Als anys 30 es disputaren algunes curses anomenades de Dirt Track (que en realitat eren de Speedway) a l'Estadi de Montjuïc, però amb la Guerra civil espanyola es van deixar de disputar. Ja a començaments dels 80 la revista barcelonina Solo Moto va organitzar unes quantes curses d'autèntic Dirt Track a Barcelona, al canòdrom de la Diagonal, amb motocicletes Bultaco Astro i altres de transformades que pilotaren corredors de motocròs com ara Toni Elías, Fernando Muñoz, Toni Arcarons i d'altres.
Als anys 90, aprofitant el Gran Premi de Catalunya de motociclisme s'organitzaren curses de Dirt Track a una pista d'1/4 de milla existent al costat del Circuit de Montmeló, i hi participaren pilots nord-americans de velocitat com ara Eddie Lawson, Randy Mamola o Jimmy Filice, que com és usual als EUA havien començat la seva carrera esportiva corrent en pistes de Flat Track.